# Превртено
„Превртено“ је македонски филм из 2007. године. Режирао га је Игор Иванов, а сценарио су писали Венко Андоновски и Игор Иванов.

## Улоге
| Глумац              | Улога            |
| ------------------- | ---------------- |
| Милан Тоциновски    | Јан Лудвик       |
| Сања Трајковић      | Луција           |
| Славиша Кајевски    | Павел            |
| Никола Ристановски  | Петар            |
| Инес Бојанић        | Зузу             |
| Јордан Симонов      |                  |
| Елена Серафимовић   | Ина              |
| Јовица Михајловски  | Шеф              |
| Марија Кондовска    | Продавачица      |
| Ђорђи Јолевски      | Директор циркуса |
| Силвија Стојановска | Павелова мајка   |
| Ференц Петер        | Кондуктер        |
| Гоце Тодоровски     | Цариник          |
| Петар Мирчевски     | Човек у оделу    |
| Лабина Митевска     | Жена у белом     |